# Oestophora prietoi
Oestophora prietoi is een slakkensoort uit de familie van de Trissexodontidae. De wetenschappelijke naam van de soort is voor het eerst geldig gepubliceerd in 2009 door Ruiz, Arrebola & Puente.